# دادگاه شمالی
دادگاه شمالی (انگلیسی: A Corte do Norte) یک فیلم به کارگردانی ژائو بوتلهو است که در سال ۲۰۰۹ منتشر شد.